# Guagnano
Guagnano (Uagnanu in dialetto salentino) è un comune italiano di 5 313 abitanti della provincia di Lecce in Puglia.
Situato nel Salento centrale, a nord-ovest del capoluogo, comprende l'unica frazione di Villa Baldassarri.

## Geografia fisica

### Territorio
Il territorio del comune di Guagnano, situato a nord del capoluogo provinciale, si estende su una superficie di 37 km² al confine con la provincia di Brindisi.

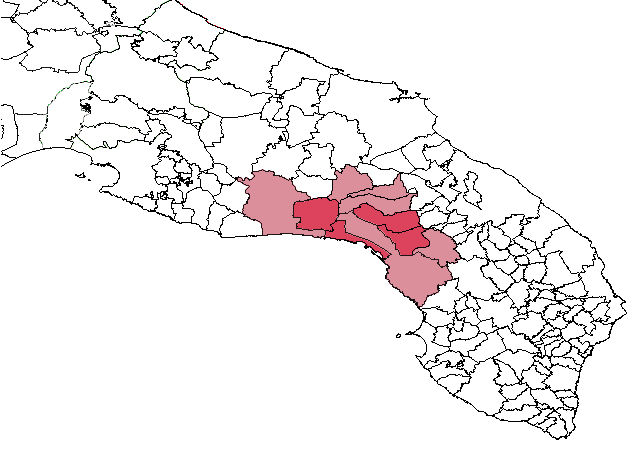
Terra d'Arneo

Il centro urbano è collocato a 44 m s.l.m.. La parte occidentale del territorio ricade nella Terra d'Arneo, ovvero in quella parte della penisola salentina compresa nel versante ionico fra San Pietro in Bevagna e Torre dell'Inserraglio e che prende il nome da un antico casale, attestato in epoca normanna e poi abbandonato, localizzabile nell'entroterra a nord-ovest di Torre Lapillo. 
Confina a nord con i comuni di San Donaci (BR) e Cellino San Marco (BR), a est con il comune di Campi Salentina, a sud con il comune di Salice Salentino, a ovest con il comune di San Pancrazio Salentino (BR).

### Clima
Dal punto di vista meteorologico Guagnano rientra nel territorio del Salento orientale che presenta un clima mediterraneo, con inverni miti ed estati caldo umide. In base alle medie di riferimento, la temperatura media del mese più freddo, gennaio, si attesta attorno ai +10 °C, mentre quella del mese più caldo, agosto, si aggira sui +31 °C. Le precipitazioni, frequenti in autunno e in inverno, si attestano attorno ai 281 mm di pioggia/anno. La primavera e l'estate sono caratterizzate da lunghi periodi di siccità. 
Facendo riferimento alla ventosità, i comuni del Salento orientale sono influenzati fortemente dal vento attraverso correnti fredde di origine balcanica, oppure calde di origine africana.
| Guagnano                   | Mesi | Mesi | Mesi | Mesi | Mesi | Mesi | Mesi | Mesi | Mesi | Mesi | Mesi | Mesi | Stagioni | Stagioni | Stagioni | Stagioni | Anno |
| Guagnano                   | Gen  | Feb  | Mar  | Apr  | Mag  | Giu  | Lug  | Ago  | Set  | Ott  | Nov  | Dic  | Inv      | Pri      | Est      | Aut      | Anno |
| -------------------------- | ---- | ---- | ---- | ---- | ---- | ---- | ---- | ---- | ---- | ---- | ---- | ---- | -------- | -------- | -------- | -------- | ---- |
| T. max. media (°C)         | 13,6 | 16,8 | 21,9 | 24,3 | 29,6 | 32,7 | 34,1 | 33,9 | 32,6 | 28,6 | 22,0 | 14,0 | 14,8     | 25,3     | 33,6     | 27,7     | 25,3 |
| T. min. media (°C)         | 11,2 | 12,9 | 14,0 | 17,9 | 22,7 | 25,1 | 27,2 | 27,9 | 27,3 | 22,0 | 16,6 | 11,2 | 11,8     | 18,2     | 26,7     | 22,0     | 19,7 |
| Precipitazioni (mm)        | 140  | 41   | 0    | 0    | 0    | 0    | 0    | 0    | 0    | 0    | 2    | 98   | 279      | 0        | 0        | 2        | 281  |
| Umidità relativa media (%) | 78,7 | 78,2 | 77,8 | 77,3 | 76,2 | 72,9 | 70,9 | 72,4 | 76,5 | 79,2 | 80,5 | 80,3 | 79,1     | 77,1     | 72,1     | 78,7     | 76,7 |

- Classificazione climatica di Guagnano:[5]
  - Zona climatica: C
  - Gradi giorno: 1133

## Origini del nome
L'etimologia del nome deriverebbe da un antico termine dialettale riferito alla presenza di paludi ricche di acqua. Potrebbe derivare anche da un nome latino di persona non ben identificato, forse Covanius o Aequanius, con l'aggiunta del suffisso -anus che sta per indicare una proprietà. 
Secondo lo storico Giacomo Arditi invece, il toponimo deriva da guadagno in riferimento alla fertilità delle terre e dei pascoli e per la presenza di attività lucrose che si esercitavano sul posto.

### Soprannomi
Soprannome recente degli abitanti è "tuttu sensu" ("tutto cervello") legato a una leggenda su un contadino di Guagnano che, passando nei pressi di una campagna, vide uomini che si affaticavano inutilmente per spostare degli enormi massi. Il contadino disse loro che se volevano del senno, lo potevano acquistare nel suo paese, dove lo vendevano a poco prezzo.
Altro soprannome è "entri mueddrhi" ("pance molli"), che allude all'amore più per l'ozio e il buon vivere che per il lavoro.

## Storia
In origine faceva parte dell'insieme di alcuni villaggi, sorti in epoca anteriore, i cui abitanti vi si stabilirono. Alla fine del secolo XIII, la località era feudo della Contea di Lecce. Divenuto possesso dei signori Orsini del Balzo, principi di Taranto, passò successivamente al barone Matteo de Adimaris, alla famiglia Sambiasi, agli Zurlo, ai Paladini, ai Galateo, ai Lopez quindi ai Santoro e ai Mattehei, agli Albrigi, e infine ai Filomarini, duchi di Cutrofiano. 
Nel 1811 a Guagnano fu aggregato un grosso villaggio: Villa Baldassarri, ancora oggi frazione del Comune.

### Blasonature dei simboli civici
Lo stemma è 

Il gonfalone è un 

## Monumenti e luoghi d'interesse

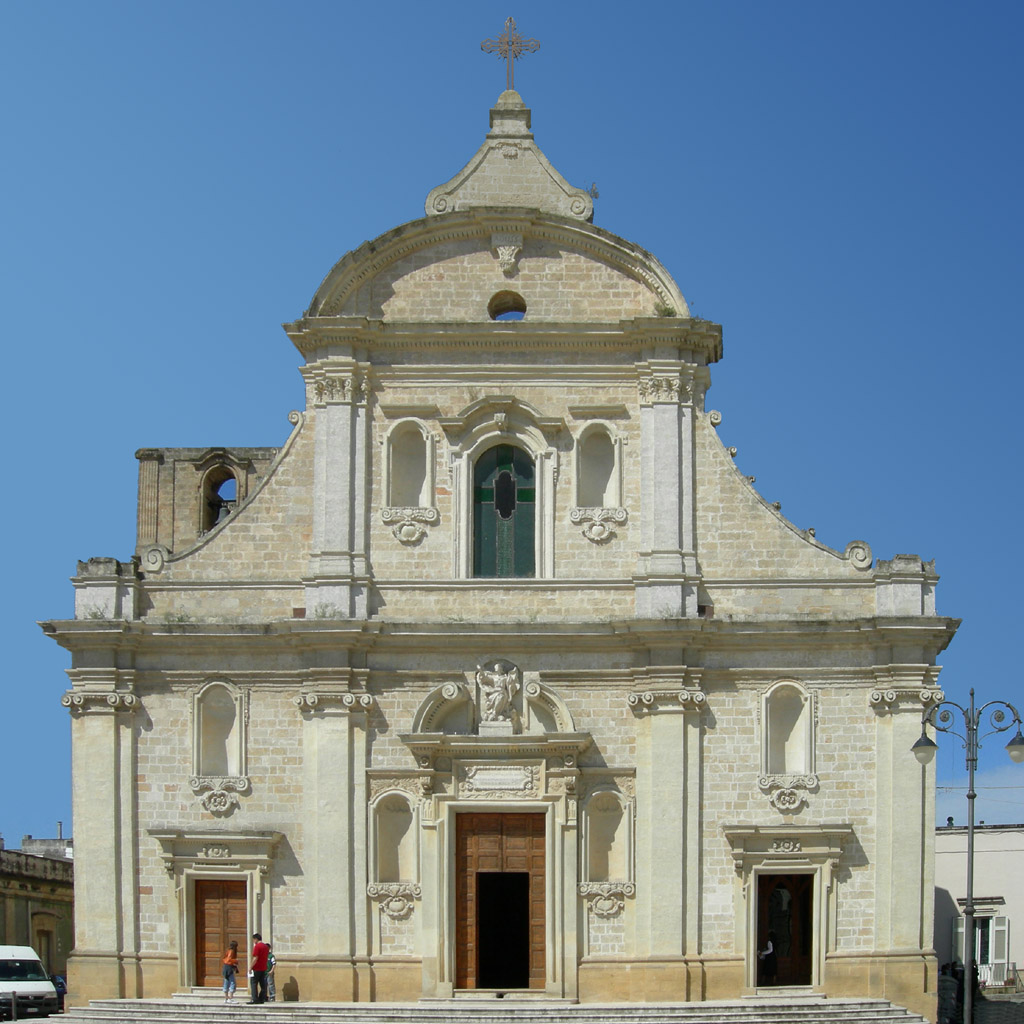
Chiesa madre

### Architetture religiose

#### Chiesa madre
La Chiesa madre, dedicata alla Madonna Assunta, risale al XVIII secolo. Fu portata a termine nel 1798 e ingloba un più antico edificio del XV secolo eretto sul luogo del ritrovamento di un'immagine della Vergine del Rosario.

Presenta un'imponente facciata barocca divisa in due ordini, caratterizzata da un elegante portale d'ingresso, sul quale è ubicata una bella scultura dell'Assunta, da due portali più piccoli e da raffinate decorazioni. 
L'interno, a croce latina con tre navate, si presenta decorato con sfarzosi stucchi dorati. Le navate, che presentano una copertura a stella, ospitano alcuni altari barocchi sotto il titolo del Crocefisso, di San Francesco Saverio, di Sant'Oronzo, della Madonna del Carmine, dei Santi Cosma e Damiano, di San Francesco d'Assisi e di San Giuseppe. Nel braccio destro del transetto è situato l'importante altare della Madonna del Rosario contenente il pregevole dipinto della Vergine risalente al XIV secolo. Rinascimentale è il battistero recentemente restaurato.

#### Chiesa della Madonna del Rosario
La Chiesa della Madonna del Rosario fu costruita intorno alla metà del XVIII secolo. All'interno sono conservate le reliquie di quattro martiri; di particolare interesse è la bella statua della Vergine.

### Architetture civili

#### Masserie
- Masseria Bosco (XIX secolo)
- Masseria Camarda (XVII secolo)
- Masseria Marina (XIII secolo)
- Masseria Monte Calabrese (XVIII secolo)
- Masseria Fortificata Nardo di Prato (XV-XVI secolo)
- Masseria Patriglione (XVIII secolo)
- Masseria Poggi (XIX secolo)
- Masseria Pucciano (XVII-XVIII secolo)
- Masseria Fortificata San Gaetano (XV-XVI secolo)

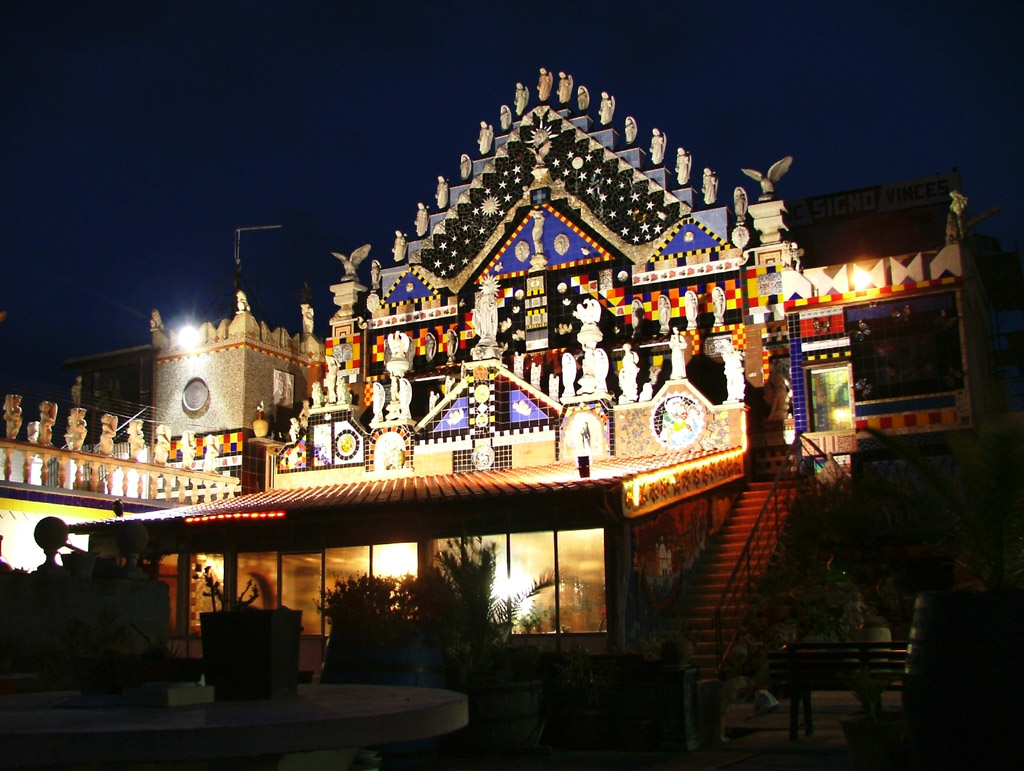
L'eremo di Vincent

#### Vincent City
Nella periferia del paese sorge la casa-museo denominata Vincent City, che l'artista locale Vincent Brunetti ha disegnato e realizzato mediante materiale di recupero. La casa (e il proprietario) compaiono nel film documentario etnico Italian Sud Est e nel videoclip del brano Karaoke (Boomdabash con Alessandra Amoroso). È meta di pellegrinaggio nei percorsi cicloturistici e, quotidianamente, di visitatori.

## Società

### Evoluzione demografica
Abitanti censiti

Il comune di Guagnano ha fatto registrare nel censimento del 1991 una popolazione pari a 6.629 abitanti. Nel censimento del 2001 ha fatto registrare una popolazione pari a 6.193 abitanti, mostrando quindi nel decennio 1991 - 2001 una variazione percentuale di abitanti pari al -7%.
Gli abitanti sono distribuiti in 2.240 nuclei familiari con una media per nucleo familiare di 2,76 componenti.

### Etnie e minoranze straniere
Al 31 dicembre 2020 a Guagnano risultano residenti 115 cittadini stranieri. Le nazionalità principali sono:
- Senegal - 32
- Marocco - 26
- Romania - 23

### Lingua e dialetti
Il dialetto parlato a Guagnano è il dialetto salentino nella sua variante più direttamente influenzata dal dialetto della città di Lecce. Il dialetto salentino si presenta carico di influenze riconducibili alle dominazioni e ai popoli stabilitisi in questi territori che si sono susseguite nei secoli: Messapi, Greci, Romani, Bizantini, Longobardi, Normanni, Albanesi, Francesi, Spagnoli.

## Cultura

### Eventi
- Festa di S. Antonio Abate, con accensione del tradizionale falò (ultima domenica di gennaio)
- Festa di S. Giuseppe con le tradizionali Tavole di San Giuseppe (19 marzo)
- Sagra dell'Uva Cardinal e del Vino (prima decade di Agosto, edizione n° 44 nel 2025)
- /Are Fest - Premio "Terre del Negroamaro" (ultima decade di Luglio)
- Festa della Madonna del Carmelo, con la tradizionale "Sagra del Maiale" (prima decade di settembre - Villa Baldassarri, edizione n° 44 nel 2025)
- Festa Patronale della Madonna del Rosario, con la tradizionale Fiera Mercato (prima decade di ottobre). Secondo una leggenda popolare un uomo che possedeva una mandria di tori, ne perse uno all'improvviso. Lo cercò a lungo, finché non lo trovò nel bosco con in bocca un rosario. Tentò di riportarlo nella stalla ma l'animale si oppose. L'uomo allora notò che il toro guardava fisso in una precisa direzione, e scoprì un muro tra i cespugli, sul quale era apparsa l'immagine della Vergine.

## Economia
L'attività economica più importante del comune è quella legata alla coltivazione della vite. Guagnano è collocato al centro della produzione DOC del Salice Salentino. Rilevante è la produzione di uve da tavola ma anche di quelle destinate alla vinificazione. Per valorizzare ed esportare i prodotti vitivinicoli sono sorte sette cantine e vari consorzi. Importanti, per l'economia della zona, sono anche alcuni mobilifici.
Risultano insistere sul territorio del comune 95 attività industriali con 281 addetti pari al 36,45% della forza lavoro occupata, 105 attività di servizio con 180 addetti pari al 23,35% della forza lavoro occupata, altre 79 attività di servizio con 193 addetti pari al 25,03% della forza lavoro occupata e 21 attività amministrative con 117 addetti pari al 15,18% della forza lavoro occupata. Nel territorio sono presenti una filiale della Banca Popolare Pugliese e due uffici postali che non dispongono di servizi ATM (uno nella frazione, aperto a giorni alterni).

## Infrastrutture e trasporti

### Strade
Il centro di Guagnano è attraversato dalla Strada statale 7 ter Salentina o Taranto-Lecce, che rappresenta il collegamento principale.
Il centro è anche raggiungibile dalle strade provinciali interne SP 104 da Cellino San Marco, SP 105 dalla frazione Villa Baldassarri, SP 106 da Salice Salentino, SP 327 da San Donaci.

### Ferrovie

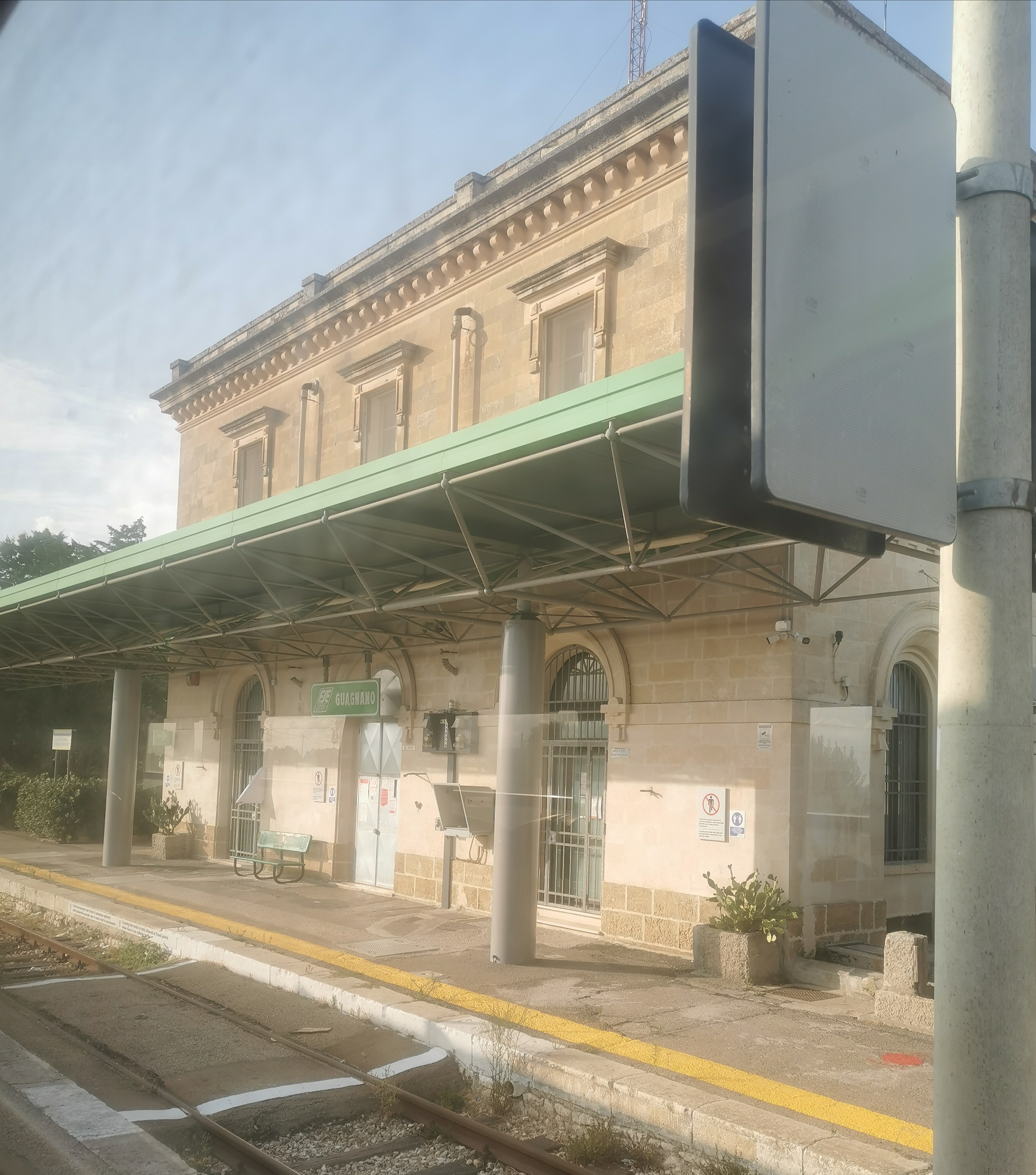
Stazione ferroviaria

La cittadina è servita da una stazione ferroviaria posta sulla linea Martina Franca-Lecce delle Ferrovie del Sud Est.

## Amministrazione
Di seguito è presentata una tabella relativa alle amministrazioni che si sono succedute in questo comune.
| Periodo           | Periodo           | Primo cittadino                   | Partito                    | Carica              | Note  |
| ----------------- | ----------------- | --------------------------------- | -------------------------- | ------------------- | ----- |
| 31 marzo 1989     | 10 agosto 1990    | Giovanni Ricciato                 | Partito Comunista Italiano | Sindaco             | [ 8 ] |
| 10 agosto 1990    | 24 aprile 1995    | Cosimo Palmisano                  | Democrazia Cristiana       | Sindaco             | [ 8 ] |
| 24 aprile 1995    | 14 giugno 1999    | Franco Palazzo                    | centro-sinistra            | Sindaco             | [ 8 ] |
| 14 giugno 1999    | 14 giugno 2004    | Franco Palazzo                    | centro-sinistra            | Sindaco             | [ 8 ] |
| 15 giugno 2004    | 24 maggio 2007    | Giuseppe Rizzo                    | centrodestra               | Sindaco             | [ 8 ] |
| 24 maggio 2007    | 15 aprile 2008    | Monica Perna                      |                            | Comm. straordinario | [ 8 ] |
| 15 aprile 2008    | 27 settembre 2011 | Fernando Leone                    | Il Popolo della Libertà    | Sindaco             | [ 8 ] |
| 27 settembre 2011 | 7 maggio 2012     | Monica Perna                      |                            | Comm. straordinario | [ 8 ] |
| 7 maggio 2012     | 11 giugno 2017    | Fernando Leone                    | lista civica destra        | Sindaco             | [ 8 ] |
| 11 giugno 2017    | 11 giugno 2022    | Claudio Maria Sorrento detto Dino | lista civica destra        | Sindaco             | [ 8 ] |
| 12 giugno 2022    | in carica         | François Imperiale                | lista civica sinistra      | Sindaco             | [ 8 ] |

Attualmente l'amministrazione sta cercando di risanare i debiti causati dalla precedente amministrazione.

## Sport

### Calcio
La principale squadra di calcio della città è stata l'A.S.D. Football Guagnano 2008, che ha militato nel girone C pugliese di Prima Categoria. I colori sociali erano il blu e il rosso. Nata nel 2008, la squadra ha cessato le proprie attività nel 2015 per poi essere ricostituita nel 2021.